# Oficina de correus

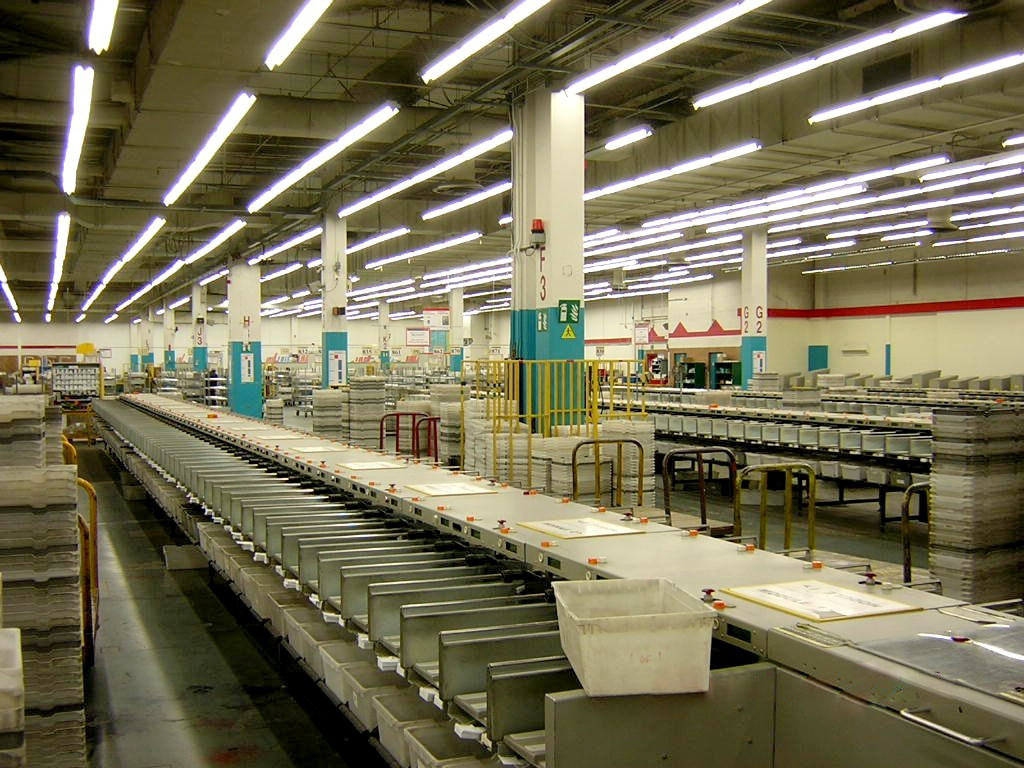
Màquines per classificació automàtica de correu dins d'una oficina postal central

Una oficina de correus o oficina postal és l'establiment del Servei postal on es dipositen les cartes per al seu enviament i es recullen les que es reben. L'oficina principal d'una població es diu Casa de Correus.

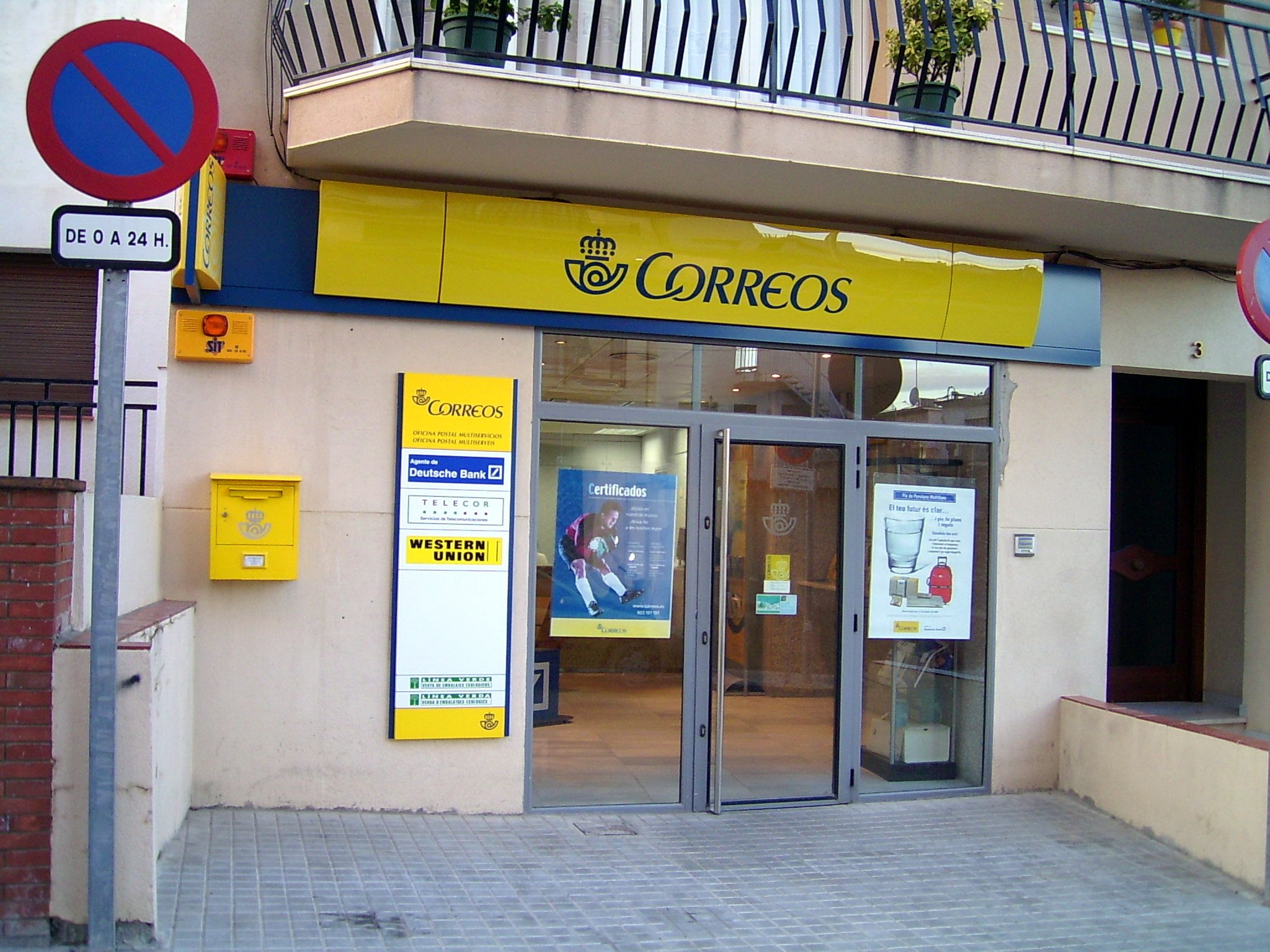
Petita oficina postal a Vilassar de Dalt

S'encarrega d'enviar, rebre, ordenar, gestionar, transmetre o lliurar el correu. Les oficines postals ofereixen tots els serveis relacionats amb els correus, com ara apartats de correus, gestionar l'enviament i subministraments per empaquetar. S'hi poden comprar segells per a enviar les cartes a qualsevol lloc del món o caixes de cartró de diferents mides estandarditzades. Dins de les oficines postals el correu és processat per al seu lliurament. El correu també és processat en instal·lacions industrials no oberts al públic. En l'actualitat moltes oficines de correu compten amb equips sofisticats per a la classificació automàtica del correu. En moltes països ofereixen també serveis financeres i operacions bancàries senzilles.
A l'Estat Espanyol l'oficina de correus té un paper com a intermediària per a la comunicació oficial amb l'administració pública o pel vot per correus.